# Dobromira
Dobromira – staropolskie imię żeńskie, złożone z członów Dobro- ("dobry") i -mira ("pokój, spokój, dobro"). Mogło ono oznaczać "ta, która ceni pokój". W źródłach polskich poświadczone w XIII wieku.
Dobromira imieniny obchodzi 31 marca.
Męskie odpowiedniki: Dobromir, Dobromier, Dobromirz.